# نبا، ناگانو
نبا، ناگانو (به لاتین: Neba, Nagano) یک منطقهٔ مسکونی در ژاپن است که در Shimoina District واقع شده‌است. نبا ۸۹٫۹۷ کیلومترمربع مساحت و ۹۴۲ نفر جمعیت دارد.